# انهيار الإمبراطورية الرومانية

الإمبراطوريات الرومانية الغربية والشرقية بحلول عام 476

يشير انهيار الإمبراطورية الرومانية إلى الصراع التأريخي بين العلماء بشأن ما حدث في الإمبراطورية الرومانية الغربية. حيث تناول هذه المسألة «الانهيار» أحد المؤرخين البارزين وهو إدوارد جيبون(Edward Gibbon). وتم اكتشاف العديد من النظريات السببية حيث كان القلق الأكبر هو فساد المؤسسات السياسية والاقتصادية والعسكرية وغيرها من المؤسسات الاجتماعية، المشتركة في الغزوات البربرية والمغتصبين من داخل الإمبراطورية. وكان المؤرخ الإنجليزي جيبون (Gibbon) في كتابه انهيار الإمبراطورية الرومانية وسقوطها (The Decline and Fall of the Roman Empire) (عام 1776) الذي لاقى انتشارًا واسعًا قد أعلن هذا المفهوم المعروف لدى القراء. ولم يكن جيبون هو المفكر الوحيد الذي تحدث عن سبب انهيار الإمبراطورية الرومانية ووقته. «فمنذ القرن الثامن عشر فصاعدًا،» ذكر جلين دبليو بورسوك (Glen W. Bowersock)، «لقد استحوذت علينا فكرة السقوط: وتم تقييمها باعتبارها النموذج الأصلي لكل انهيار ملموس ومن هنا اعتبرت رمزًا للمخاوف الخاصة بنا.»  ورغم ذلك لا تزال القصة واحدة من أكبر الأسئلة التاريخية ولها تقاليد عريقة يهتم بها العلماء. ففي عام 1984، جمع البروفيسور الألماني ألكسندر ديماندت (Alexander Demandt) حوالي 210 نظرية مختلفة حول سبب سقوط روما وتلتها نظريات جديدة منذ ذلك الحين.
لكن بعد فوات الأوان، لوحظ أن هذا الانهيار كان على مدار أربعة قرون وبلغ ذروته في التدهور النهائي للإمبراطورية الرومانية الغربية في 4 سبتمبر 476، عندما عُزل رومولوس أوغسطس (Romulus Augustus)، آخر إمبراطور لـ الإمبراطورية الرومانية الغربية، عينه شيخ قبائل الجرمان أودواكر(Odoacer). وتسأل بعض المؤرخين المعاصرين عن أهمية هذا التاريخ، حيث كان ذلك هو أحد الأسباب التي جعلت الإمبراطورية الرومانية الشرقية تعترف بالإمبراطور يوليوس نيبوس (Julius Nepos)، واستقر بقية حياته في دالاماتيا، حتى اغتياله في عام 480. أما القوط الشرقيون الذين خلفوا الرومانيين، فقد اعتبروا أنفسهم محافظين على النهج المباشر للتقاليد الرومانية. (مرت الإمبراطورية الرومانية الشرقية بمسارات مختلفة حيث تدهورت حالتها بصورة شديدة بعد عام 1000 ميلادي حتى سقوط القسطنطينية عام 1453 على يد الأتراك.) وتفاقمت العديد من الأحداث بعد موقف الإمبراطورية الغربية عام 378. وقد أكد عدد من المؤرخين المختلفين على وقوع معركة أدريانوبل (Adrianople) عام 378 ووفاة ثيودوسيوس الأول (Theodosius I) عام 395 (في المرة الأخيرة التي حدث فيها توحيد سياسي للإمبراطورية الرومانية) وعبور نهر الراين عام 406 عن طريق القبائل الجرمانية وإعدام ستيليكو (Stilicho) عام 408، ونهب روما (Sack of Rome) عام 410، ووفاة قسطنطين الثالث (Constantius III) عام 421 ووفاة أيتيوس (Aetius) عام 454 وساك الحاكم الثاني لروما عام 455 ووفاة ماجوريان (Majorian) عام 461. وفسرت المدرسة الحديثة مفهوم مراحل «السقوط» بالسقوط العكسي وليس الأمامي، حيث أعلنت أن هذه التغيرات الكبيرة قد تكون أكثر دقة لوصفها بالتحول المعقد.

## نظرة عامة على الأحداث
يعتبر انهيار الإمبراطورية الرومانية أحد علامات نهاية العصور الكلاسيكية القديمة وبداية العصور الوسطى الأوروبية. استمر سقوط أراضي الإمبراطورية في غرب أوروبا وشمال غرب إفريقيا بما في ذلك إيطاليا طوال القرن الخامس في أيدي مختلف الشعوب الغازية أو الأصلية في ما يسمى أحيانًا عصر الهجرات. وعلى الرغم من بقاء النصف الشرقي بحدود سليمة لعدة قرون (حتى الفتوحات الإسلامية)، دخلت الإمبراطورية بأكملها بتحولات ثقافية وسياسية كبيرة منذ أزمة القرن الثالث، مع التحول نحو أوتوقراطية بنمط أكثر انفتاحًا من الحكم، واعتماد المسيحية دينًا للدولة، ورفض عام لتقاليد وقيم العصور القديمة الكلاسيكية. أكدت السير التاريخية التقليدية هذا التحول عن العصور القديمة باستخدام مصطلح (الإمبراطورية البيزنطية) بدلاً من الإمبراطورية الرومانية، لكن مدارس التاريخ الحديثة طرحت نظرة أكثر دقة، حيث ترى في الغالب الاستمرارية لا التحول الجازم. بدت إمبراطورية العصور القديمة المتأخرة مختلفة تمامًا عن روما الكلاسيكية.
انبثقت الإمبراطورية الرومانية من الجمهورية الرومانية عندما حولها يوليوس قيصر وأغسطس قيصر من جمهورية إلى ملكية. وصلت روما إلى ذروة حضارتها في القرن الثاني، ثم انخفضت ثرواتها ببطء (مع العديد من الإصلاحات والإنعاشات في تلك الفترة). ما تزال أسباب تراجع الإمبراطورية موضع نقاش حتى اليوم، ومن المحتمل أن تكون متعددة. استنتج المؤرخون أنَّ عدد السكان قد تضاءل في العديد من المقاطعات وخاصة أوروبا الغربية بسبب تناقص حجم التحصينات التي بنيت لحماية المدن من التوغلات البربرية منذ القرن الثالث. حتى إن بعض المؤرخين اقترحوا أنَّ أجزاء من محيط المدن لم تعد مأهولة؛ لأن هذه التحصينات اقتصرت على وسط المدينة فقط. تشير حلقات الأشجار إلى فترات جفاف متقطعة بدءًا من عام 250.
لم تعد مدينة روما عاصمة فعالة للإمبراطور بحلول أواخر القرن الثالث واستُخدمت مدن مختلفة لتكون عواصم إدارية جديدة. استخدم الأباطرة المتعاقبون بدءًا من قسطنطين العظيم مدينة بيزنطة الشرقية -التي أعاد بناءها بالكامل بعد الحصار- عاصمة. غير اسمها لاحقا إلى القسطنطينية، وحُميت بجدران هائلة منذ أواخر القرن الرابع وأوائل القرن الخامس، وأصبحت أكبر مدينة وأقوى مدينة في أوروبا المسيحية في أوائل العصور الوسطى. حُكمت الإمبراطورية منذ أزمة القرن الثالث من قبل أكثر من إمبراطور واحد في نفس الوقت (عادة اثنان)، ترأس كل منهم مناطق مختلفة. شكل ذلك في البداية تقاسمًا للسلطة، وانتهى في النهاية بالتقسيم الإداري بين الشرق والغرب بين الإمبراطورية الرومانية الغربية (المتمركزة في روما)، والإمبراطورية الرومانية الشرقية (كانت عاصمتها في البداية نيقوميديا، ثم القسطنطينية لاحقًا). بدأ الغرب الناطق باللاتينية في ظل أزمة سكانية مروعة والأثرياء في الشرق الناطق باللغة اليونانية في التباعد سياسيًا وثقافيًا. على الرغم من أن ذلك جرى في عملية تدريجية لم تكن منتهية عندما أصبحت إيطاليا تحت حكم البربريين في الربع الأخير من القرن الخامس، تعمقت أكثر بعد ذلك وأثرت بعواقب دائمة على تاريخ أوروبا في العصور الوسطى.
كان الأباطرة الغربيون عادة من الشخصيات البارزة، بينما حافظ الأباطرة الشرقيون على مزيد من الاستقلال. كان الحكام الحقيقيون في الغرب في معظم الوقت رجالًا عسكريين أقوياء حملوا ألقاب مثل قادة الجنود، أو بطارقة الروم، أو كليهما مثل ستيليكو وأيتيوس وريسيمر. وعلى الرغم من أنَّ روما لم تعد عاصمة الغرب، كانت أكبر مدن الغرب ومركزه الاقتصادي. نهب القوط الغربيون المتمردون المدينة في عام 410 ومن قِبل المخربين في عام 455، وهي الأحداث التي صدمت المعاصرين وأشارت إلى تفكك السلطة الرومانية. كتب القديس أوغسطينوس كتاب (مدينة الله) ردًا على النقاد الذين ألقوا اللوم على القوط الغربيين في نهب روما بسبب التخلي عن الديانات الوثنية التقليدية.